# حكمت حاجييف
حكمت فرحاد أوغلو حجييف (بالأذرية: Hikmət Hacıyev) - مساعد الرئيس الاذربيجاني، مدير قسم شئون السياسة الخارجية لدى الإدارة الرئاسية، مدير دائرة الصحافة لوزارة خارجية جمهورية أذربيجان السابق.

## سيرته الذاتية
ولد حكمت حاجييف في 15 أكتوبر عام 1979 في مدينة كنجه وتخرج فيها من المدرسة الثانوية رقم 24.
إلتحق بجامعة باكو الحكومية على تخصص العلاقات الدولية والقانون الدولي وتخرج بدرجتا البكالوريوس والماجستير.
يجيد حجييف الروسية والفرنسية والإنجيليزية. هو متزوج ولديه طفلان.

## مشواره المهنية
منذ 2000 عمل حاجييف في وزارة خارجية جمهورية أذربيجان. في الفترات المختلفة عمل في تمثيل منظمة حلف شمال الأطلسي والسفارة الأذربيجانية في الكويت.
تولي حكمت حاجييف منسبان سكرتير ثاني لقسم المشاكل الأمنية بالوزارة الخارحية منذ 2008، ومستشارا في السفارة الأذربيجانية في الكويت منذ 2011.
كان يمنح حكمت حاجييف بمدالية «للتميز في الخدمة الدبلوماسية» في 9 يوليو عام 2018 وبوسام «لخدماته الوطن» الدرجة الثانية في 9 يوليو عام 2019.
في أغستس عام 2013 إنتهى مهمته السلك الدبلوماسي كمستشار في السفارة الأذربيجانية في الكويت. وعمل حاجييف في المنسب مدير القسم في الوزارة الخارجية من 2013.
من 2014 إلي 2018 عمل كمدير دائرة الصحافة في الوزارة الخارجية. في 18 سبتمبر عام 2018 تم تعيين حكمت حجييف نائب المدير لقسم شؤون السياسة الخارجية لدى الإدارة الرئاسية ومنذ 26 نوفمبر عام 2018 مدير نفس القسم.
من 29 نوفمبر عام 2019 حكمت حاجييف هو مساعد الرئيس الاذربيجاني.

## جوائزه
- وسام «للتميز في الخدمة الدبلوماسية» (2018)
- وسام «لخدماته الوطن» (2009)